# Euphaedra stigmatica
Euphaedra stigmatica är en fjärilsart som beskrevs av Jacques Hecq 1977. Euphaedra stigmatica ingår i släktet Euphaedra och familjen praktfjärilar. Inga underarter finns listade i Catalogue of Life.